# Cuenca (prowincja)
Cuenca [kuɛn.ka] – prowincja Hiszpanii, na wschodzie Kastylii-La Manchi. 
Graniczy z prowincjami Walencja, Albacete, Ciudad Real, Toledo, Madryt, Guadalajara, i Teruel. Stolicą jest Cuenca. 
Ważniejsze miasta Tarancón, San Clemente, Quintanar del Rey, Motilla del Palancar, Villanueva de la Jara, Mota del Cuervo i Las Pedroñeras. Jest jedną z 3 najrzadziej zaludnionych prowincji Hiszpanii.